# مینا سوواری
مینا آدرین سوواری (به انگلیسی: Mena Adrienne Suvari) (زاده ۱۳ فوریه ۱۹۷۹) بازیگر، مدل و طراح مد آمریکایی است.

## زندگی
مینا سوورای در نیوپورت، رود آیلند در تاریخ ۱۳ فوریه ۱۹۷۹ از یک مادر یونانی‌تبار و پرستار و یک پدر استونیایی‌تبار روان‌شناس به دنیا آمد. او سه برادر بزرگتر به نام‌های جوری، آج و سولف دارد. سوواری با مدل‌های میلی لوئیس و پس از آن در بازرگانی برنج آری رونی شروع به مدل‌سازی کرد. او سپس به همراه خانواده خویش به چارلستون در کارولینای جنوبی جایی که برادرانش در قلعه نقل مکان کرد، حضور داشتند. سوواری زمانی که در یک مؤسسه مدل‌سازی به نام اشلی هال تحصیل می‌کرد، تصمیم داشت که یک باستان‌شناس، فضانورد یا پزشک شود، اما دیری نپایید که این مدرسه تمام دخترانش را اخراج کرد و در نهایت تعطیل شد. او زمانی که شروع به فعالیت کرد، مدت پنج سال برای آژانس Wilhelmina نیویورک مدل‌سازی کرده بود و این مدت را به عنوان تجربه در کارنامهٔ هنری خویش به ثبت رسانده بود. سوواری پس از این ماجرا به کالیفرنیا نقل مکان کرد و در دبیرستان پراویدنس در Burbank به تحصیل پرداخت و در سال ۱۹۹۷ فارغ‌التحصیل شد.
او در مارس ۲۰۰۰ با یک فیلمبردار آلمانی به نام روبرت برینکمن ازدواج کرد و در مه ۲۰۰۵ این دو نفر از هم طلاق گرفتند.

## فیلم‌شناسی

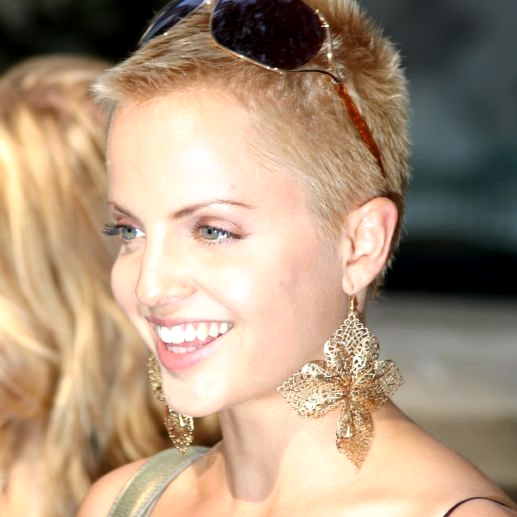
مینا سوواری در تاریخ ۸ سپتامبر ۲۰۰۷

بخشی از فیلم‌های او عبارت هستند از:
| سال  | نام                          |
| ---- | ---------------------------- |
| ۱۹۹۸ | دختران را ببوس               |
| ۱۹۹۸ | طعنه‌آمیز و تعصب              |
| ۱۹۹۷ | هیچ‌کجا                       |
| ۱۹۹۸ | زاغه‌های بورلی هیلز           |
| ۱۹۹۹ | پای آمریکایی                 |
| ۱۹۹۹ | خشم: کری ۲                   |
| ۱۹۹۹ | قطار اتمی                    |
| ۱۹۹۹ | زیبای آمریکایی               |
| ۲۰۰۰ | بازنده                       |
| ۲۰۰۰ | باکره آمریکایی               |
| ۲۰۰۱ | تفنگدار                      |
| ۲۰۰۱ | پای آمریکایی ۲               |
| ۲۰۰۱ | شکر و ادویه                  |
| ۲۰۰۲ | سانی                         |
| ۲۰۰۲ | اسپان                        |
| ۲۰۰۴ | تروما                        |
| ۲۰۰۵ | بی‌حرکت ایستادن               |
| ۲۰۰۵ | ادموند                       |
| ۲۰۰۵ | شایعه شده…                   |
| ۲۰۰۵ | دومینو                       |
| ۲۰۰۵ | سالن زیبایی                  |
| ۲۰۰۶ | اورفئوس                      |
| ۲۰۰۶ | دختر کارخانه‌ای               |
| ۲۰۰۶ | کافئین                       |
| ۲۰۰۶ | مشکل سگ                      |
| ۲۰۰۶ | فاینال فانتزی ۷: ظهور کودکان |
| ۲۰۰۷ | قوانین بروکلین               |
| ۲۰۰۷ | گیرافتاده                    |
| ۲۰۰۸ | روز مردگان                   |
| ۲۰۰۸ | اسرار پیتزبورگ               |
| ۲۰۰۸ | باغ عدن                      |
| ۲۰۰۸ | سکس و دروغ در شهر گناه       |
| ۲۰۱۰ | نمی‌توانی عروس را ببوسی       |
| ۲۰۱۲ | تجدید دیدار آمریکایی         |
| ۲۰۱۲ | گره                          |
| ۲۰۱۴ | پلک نزن                      |
| ۲۰۱۴ | جنس مخالف                    |
| ۲۰۱۵ | شاهد قربانی (badge of honor) |
| ۲۰۱۷ | شرط‌بندی                      |
| ۲۰۱۷ | غیب‌گو: فیلم                  |
| ۲۰۱۹ | قتل نیکول براون سیمپسون      |
| ۲۰۲۰ | به روح نگو                   |
| ۲۰۲۰ | نهفته در اعماق               |
| ۲۰۲۳ | موج‌شکن                       |
| ۲۰۲۳ | باشگاه شکار                  |
| ۲۰۲۳ | وسواس تاریک                  |
| ۲۰۲۴ | طعمه                         |
| ۲۰۲۴ | ریگان                        |

## بخشی از جوایز و افتخارات
- کاندیدای بفتای بهترین بازیگر مکمل زن برای فیلم زیبایی آمریکایی در سال ۱۹۹۹